# Brachytheciites
Brachytheciites, fosilni rod pravih nmahovina iz porodice Brachytheciaceae opisan 2005. Prva vrsta kao i novi rod opisana je 2005. g. kada je pronađeno 14 vrsta mahovina u baltičkom jantaru, među njima i Brachytheciites veltenii. Druga vrsta opisana je 2013. kada su u jantaru iz srednjeg eocena na ruskom otoku Sahalinu pronađene hipnalske mahovine i opisane kao Brachytheciites sachalinensis sp. nov. i Pseudoleskeellites obscurus gen. et sp. nov. Obje vrste poznate su po gametofitima s djelomično vidljivom staničnom strukturom lista.